# Nomada pallidella
Nomada pallidella är en biart som beskrevs av Cockerell 1905. Nomada pallidella ingår i släktet gökbin, och familjen långtungebin. Inga underarter finns listade i Catalogue of Life.